# Odolo
Odolo (Òdol in dialetto bresciano) è un comune italiano di 1 921 abitanti della provincia di Brescia in Lombardia. Il comune appartiene alla Comunità Montana della Valle Sabbia.

## Geografia fisica

### Territorio
Il Comune di Odolo è situato al centro della Valle Sabbia, nella zona denominata Conca d'Oro, anche definita valle del Vrenda, dal nome del fiume che la attraversa.
Il tessuto urbano è caratterizzato dal centro di Botteghe e dall'insieme dei nuclei delle antiche e piccole frazioni (Brete, Cadella, Cagnatico, Casa d'Odolo, Cereto, Cete, Colombaio, Forno, Gnavla, Vico e Pamparane).
Il suo territorio, fra i più piccoli della Val Sabbia, è prevalentemente montagnoso.
Il territorio del comune è compreso tra i 306 e i 726 m s.l.m.
Complessivamente l'escursione altimetrica risulta essere pari a 420 metri.

### Sismologia
Secondo la Classificazione sismica il comune appartiene alla zona 2 (zona con pericolosità sismica media dove possono verificarsi terremoti abbastanza forti).

### Clima
Il clima a Odolo è caldo e temperato, con piovosità significativa durante tutto l'anno.
La temperatura media annuale è pari a 12.2 °C.; luglio è il mese che fa registrare le temperature più alte (25,8 °C) e gennaio il mese con le temperature più basse (-0,6 °C).
La piovosità media annuale è di 1354 mm. In particolare le piogge sono più scarse nel mese di gennaio (58 mm) e più abbondanti nel mese di novembre (144 mm).
| [ 6 ]               | Mesi | Mesi | Mesi | Mesi | Mesi | Mesi | Mesi | Mesi | Mesi | Mesi | Mesi | Mesi | Stagioni | Stagioni | Stagioni | Stagioni | Anno  |
| [ 6 ]               | Gen  | Feb  | Mar  | Apr  | Mag  | Giu  | Lug  | Ago  | Set  | Ott  | Nov  | Dic  | Inv      | Pri      | Est      | Aut      | Anno  |
| ------------------- | ---- | ---- | ---- | ---- | ---- | ---- | ---- | ---- | ---- | ---- | ---- | ---- | -------- | -------- | -------- | -------- | ----- |
| T. max. media (°C)  | 5,9  | 7,3  | 11,7 | 15,4 | 19,5 | 23,8 | 25,8 | 25,5 | 20,9 | 16,1 | 10,7 | 6,7  | 6,6      | 15,5     | 25,0     | 15,9     | 15,8  |
| T. min. media (°C)  | −0,6 | −0,4 | 2,0  | 5,6  | 10,0 | 14,8 | 17,8 | 18,1 | 14,8 | 10,5 | 5,7  | 1,3  | 0,1      | 5,9      | 16,9     | 10,3     | 8,3   |
| Precipitazioni (mm) | 58   | 65   | 79   | 123  | 139  | 141  | 135  | 128  | 127  | 137  | 144  | 78   | 201      | 341      | 404      | 408      | 1 354 |

Odolo appartiene alla zona climatica E..

## Storia
Il toponimo Odolo con ogni probabilità prende origine dal termine germanico audo che significherebbe ricchezza, possedimento. Effettivamente nell'inventario dei possedimenti del monastero di Santa Giulia di Brescia viene citata una corte di Audalvico, nel periodo compreso tra l'879 ed il 906. Nell'inventario delle chiese appartenenti alla giurisdizione del Capitolo della Cattedrale di Brescia intorno al 1148 viene citata anche la cappella di San Zenone di Odolo.
Le origini del paese sono comunque certamente più antiche, come testimoniato da alcuni rinvenimenti archeologici. Lo storico Theodor Mommsen cita infatti il rinvenimento di una pietra denominata basis magna Oduli. Si tratta di un reperto risalente al periodo romano, ora custodito presso il monastero di S. Giulia. Nel 1969 in località Castello venne invece rinvenuta un'ara funeraria, ora visibile presso il museo di Gavardo. Anche lungo la strada che collega Odolo con il vicino comune di Sabbio Chiese furono rinvenute alcune tombe romane. Per certo il reperto romanico di maggior valore che sia stato rinvenuto è lapide di Marco Ulpio Recepto, con ogni probabilità un veterano della XXX legione romana, lasciato dall'imperatore Augusto a presidio delle tribù sottomesse che avevano occupato la Valle Sabbia. Marco Ulpio Recepto una volta congedato era stato lasciato in loco, forse in qualità di magistrato o colono, conservando il titolo onorifico derivante dall'aver militato e dall'essere uscito vincitore nelle guerre sostenute durante il primo periodo dell'impero. Anche tale reperto è attualmente conservato presso il museo di Gavardo.
Odolo nell'alto Medioevo probabilmente dipendeva dalla Pieve di Bione (in quegli anni la Chiesa, dopo aver ottenuto il contado e l'amministrazione civile grazie a privilegi regi e imperiali, esercitava la giurisdizione attraverso le pievi, i monasteri e l'autorità del Vescovo).
Proprio sul colle di San Zeno, luogo ove attualmente è ubicata la chiesa parrocchiale del paese, le carte militari segnalano l'esistenze di un'antica rocca, detta Rocca di Santa Maria, andata completamente distrutta. Tale rocca in passato doveva avere una rilevante importanza strategica permettendo di controllare l'intera "Conca d'Oro", ovvero le terre di Odolo, Preseglie, Agnosine e Bione. A parere dello storico bresciano Antonio Fappani questa rocca risaliva al periodo longobardo e divenne successivamente proprietà di una nota famiglia del palese, i Belegni.
Nella tradizione orale locale si narra che il signore della Rocca di Santa Maria venne un giorno attaccato dal vicino signore della Rocca di Bernardo che riuscì a distruggerne la dimora senza però riuscire a sopprimere il rivale. Quest'ultimo a breve distanza di tempo riunì alcuni audaci con il quale pose l'assedio al castello del rivale riuscendo ad espugnarlo ed a raderlo al suolo.
Nel XIV secolo Odolo viene inglobato nel dominio dei Visconti di Milano (1337-1426) e con il nome di Othulo entra a far parte della Quadra di Valle Sabbia. Per la posizione geografica che lo rende la località più vicina al valico di S. Eusebio e la fondamentale posizione strategica nel controllo della strada che porta a Brescia nel 1401 è conferito in feudo dal re di Germania, Roberto di Baviera.
In quegli anni il paese segue il destino dell'intera Valle Sabbia e diviene teatro di continui scontri e lotte fra Milano e Venezia, periodicamente saccheggiato a causa del continuo passaggio dei diversi eserciti.
Nel 1427 Odolo e la Valle Sabbia entrano stabilmente fra i possedimenti della Repubblica di Venezia, che ne individua la posizione strategica per lo sbocco dei propri commerci verso il Trentino ed oltralpe.
Con maggiore liberalità rispetto al precedente dominio dei Visconti, e con l'intento di assicurarsi la fedeltà dei nuovi territori, la Serenissima concede riduzioni di imposte e vantaggi per l'industria ed il commercio. Si trattava di un collaudato "do ut des" che garantiva a Venezia la tranquilla fedeltà dei sudditi, e agli odolesi e valsabbini l'attaccamento di chi permetteva loro un consistente risparmio sulle imposte. Nel 1440 il territorio del comune (unitamente a quelli di Preseglie, Agnosine, e Abbione (Bione)), a seguito di atto del doge di Venezia Foscari, passa in feudo a Galvano da Nozza, distintosi in battaglia per conto della Serenissima.
Fra periodi di benessere e prosperità economica, alternati con momenti di miseria e carestia, Odolo si accompagna al dominio veneto fino al 1630, anno in cui qui come in molti altri paesi della Valle Sabbia esplode l'emergenza della epidemia di peste.
Anche a Odolo l'infezione unita alle precarie condizioni di vita provoca centinaia di morti. Secondo la tradizione i cadaveri, al fine di impedire un'ulteriore propagarsi dell'epidemia, vengono gettati in località Vergomàs, a nord della chiesa di San Zeno.
Giunge il 1796 e le truppe francesi scendono in Italia. Napoleone Bonaparte in persona le guida e, stando a quanto affermato dal Riccobelli, il 15 agosto scortato da 400 dragoni di cavalleria, pernotta ad Odolo presso l'osteria Cà de Odol. L'indomani riparte tornando a risalire la Valle Sabbia. I valsabbini e gli odolesi sono piuttosto freddi nei confronti degli occupanti, preferendo parteggiare per Venezia contro le scelte dei cittadini bresciani (filo francesi), probabilmente nel disperato tentativo di difendere i propri privilegi fiscali. Nei primi mesi del 1797 in Valle Sabbia la guida della resistenza alle truppe di Bonaparte viene assunta da un combattivo don Andrea Filippi di Barghe. A maggio dello stesso anno l'esercito francese al comando del generale Landrieux risale la Val Sabbia. Il 3 e 4 maggio gli abitati valsabbini vengono devastati e saccheggiati. La casa del Filippi viene totalmente demolita dai francesi Odolo unitamente a Preseglie depone le armi presentandosi agli ufficiali con bandiera bianca e nastro tricolore: evitano così i saccheggi, le vendette e gli incendi che invece si abbattono sugli altri paesi vicini.
L'organizzazione amministrativa napoleonica inserisce Odolo nel Distretto XV delle Fucine, con capoluogo a Nozza, Dipartimento del Mella. La successiva organizzazione austriaca vede invece Odolo inserito nel Distretto XVI di Preseglie.

### Simboli

Stemma del comune di Odolo

Lo scudo è sormontato dalla corona muraria d'argento, utilizzata nell'araldica civica italiana per simboleggiare un Comune. La corona è un attributo iconografico dell'Italia (nella scultura e nella pittura) ed è una personificazione simbolica della Nazione.
In basso, posti in decusse, due ramoscelli verdi di lauro a destra e di quercia a sinistra uniti al centro da un fiocco con il tricolore italiano, racchiudono lo scudo sui lati.
Lo stemma, di recente creazione, si ispira alla secolare industria della lavorazione del ferro e in particolare all'attività delle fucine che già dall'antichità producevano ad Odolo ogni sorta di 
attrezzi agricoli.
Lo storico Ugo Vaglia riporta nel 1961 per il comune di Odolo uno stemma differente: troncato d’argento e di rosso, all'orso levato di nero.
Il gonfalone è un drappo di azzurro.

## Monumenti e luoghi d'interesse

### Architetture religiose

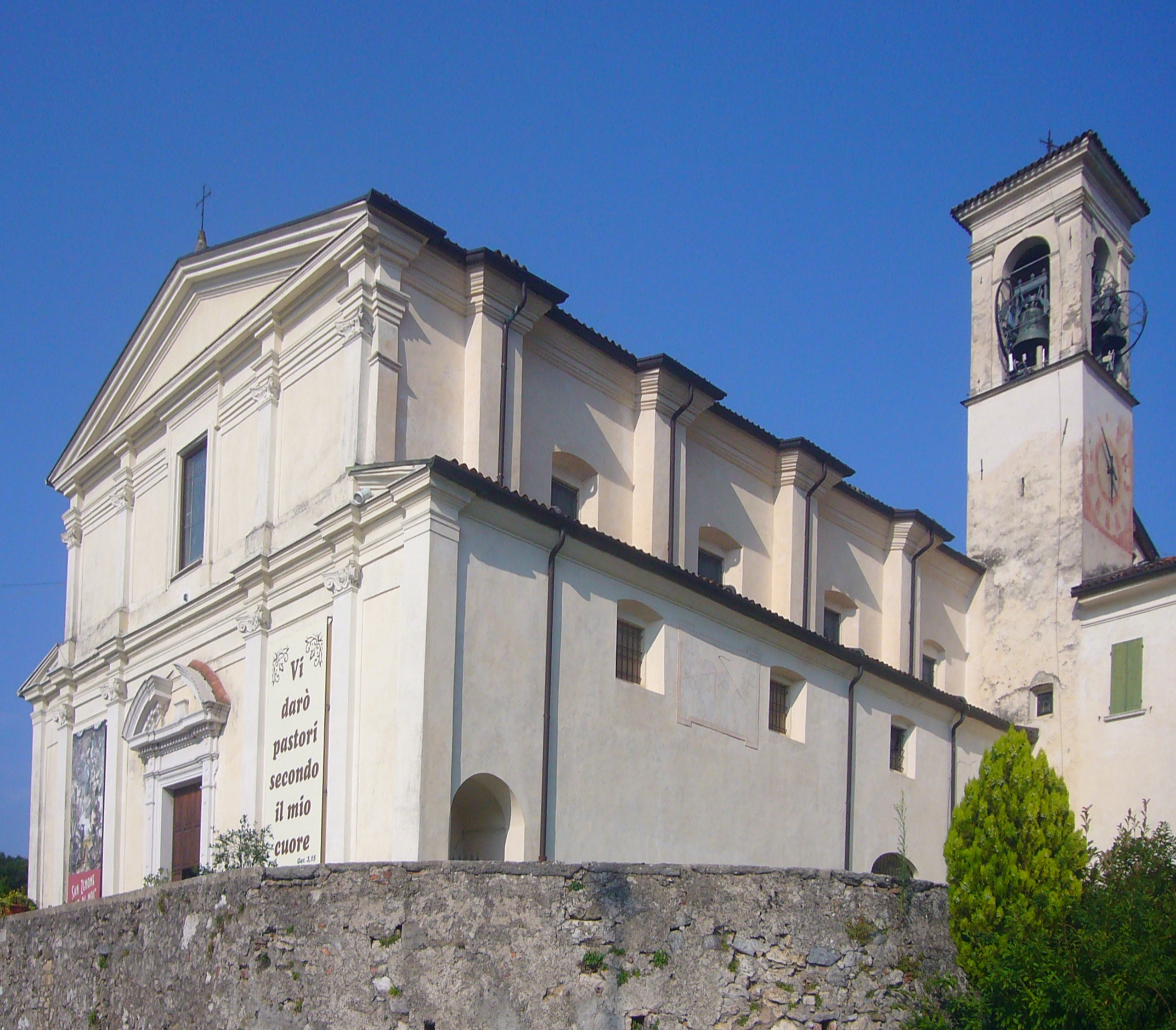
La chiesa di San Zenone

- Chiesa parrocchiale di San Zenone. Fu eretta nel 1667 sullo stesso luogo dove preesisteva una costruzione risalente al XIV secolo e dotata di cinque altari[14]. La venerazione del santo è probabilmente da attribuirsi all'influenza dell'antico monastero benedettino di San Zeno di Verona e al fatto che il personaggio assicurava con la sua benevolenza una protezione contro le insidie e i pericoli delle acque, in particolare del Vrenda (secondo il Guerrini la denominazione del torrente deriva dal latino Verenda, cioè “temibile” per i disastri e le rovine che compie ingrossandosi[23]). Una bolla papale datata 1148 conferma sul colle odolese la presenza di una cappella dedicata a San Zenone, con ogni probabilità quella della rocca di Santa Maria, appartenente al Capitolo della Cattedrale di Brescia[14][24]. Tuttavia è solo nel 1410 che la chiesa assume l'attuale denominazione e nel 1532 diviene parrocchia. Nel 1632 la comunità odolese riceve le reliquie di S. Zenone, elargite dal padre cappuccino Bernardino Faino da Odolo[14]. L'edificio, da poco restaurato esternamente, conserva al suo interno il presbiterio, riccamente decorato a stucchi e pitture, una statua lignea della Madonna col Bambino del 1641, raccolta in una seicentesca cornice dorata e un pregevole affresco del Paglia in sacrestia raffigurante San Zenone col demonio, oltre che un crocifisso ligneo seicentesco[25].
- Chiesa di Santa Maria Bambina in Cagnatico. Compare solo nel 1556 negli atti della visita del vescovo Bollani, anche se il Guerrini la definisce quattrocentesca. La tradizione vuole che sia stata parrocchia con il cimitero annesso e che vi abbia sostato san Carlo Borromeo nel 1580. Pregevoli opere seicentesche sono le tele dei tre altari: raffigurano la Natività di Maria, Sant'Antonio di Padova e la Processione penitenziale di San Carlo per la peste, opera del 1617 di Galeazzo Capra, detto il Capretto da Cremona.

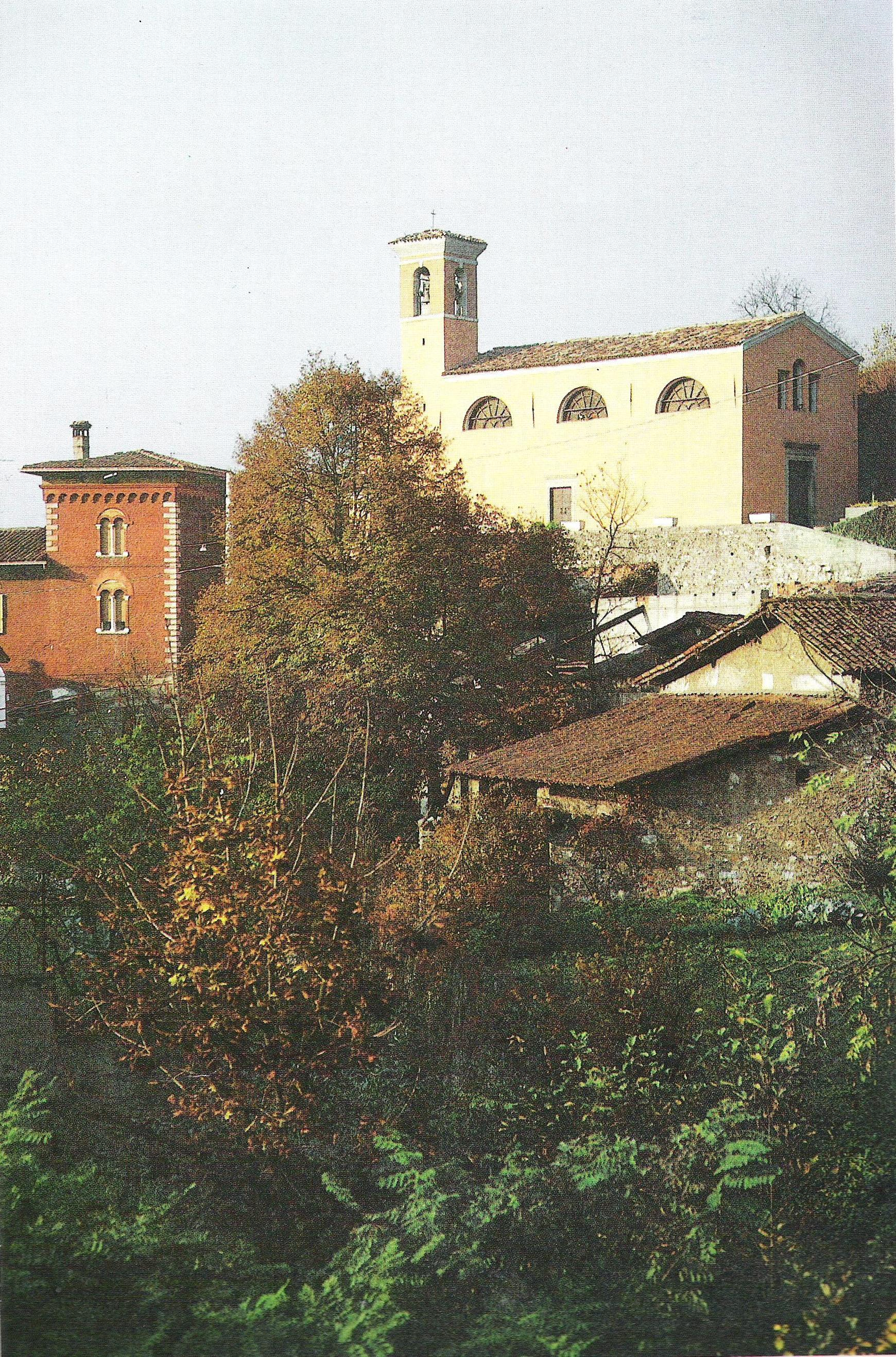
La chiesa di San Lorenzo

- Chiesa di San Lorenzo al Forno. Probabilmente era un'antica diaconia della pieve di Bione ed era sorta come cappella della vicina fortificazione del "Castel". Sul luogo sorgeva una chiesa quattrocentesca, di cui l'attuale costruzione risalente al Seicento ha conservato il muro meridionale. Oltre alla pala dell'altare con il Martirio di san Lorenzo di G. Camozzono (1645), sono stati ritrovati pregevoli affreschi datati 1504 e 1520 con figure di Santi e della Madonna.
- Chiesa di San Bartolomeo. Sorge in centro al paese, dove prima vi era una chiesa più piccola con ugual dedica risalente all'anno 1449, è del 1531. Negli atti della visita di san Carlo Borromeo del 1580 appare come la chiesa di S. Bartolomeo de Fosina[26].
- Chiesa di Sant'Apollonia a Cereto. Si tratta di una piccolissima chiesa posizionata sulla strada che congiungeva la parrocchiale con la vecchia canonica. Viene citata già nel 1646, nel corso di alcune visite pastorali.
- Santella della Madonnina della strada. Non si tratta di una chiesa, ma di una piccola santella a base quadrangolare, posizionata sull'antica strada Regale che collegava Brescia al Trentino, senza passare per l'attuale centro del paese, ma attraversando due antiche frazioni, Casa d'Odolo e la Cadella.

### Fucine
Odolo è percorso dal fiume Vrenda lungo il quale storicamente si sono insediate le antiche fucine di lavorazione artigianale del ferro.
Infatti già nell'XI secolo Odolo si distinse per la lavorazione del ferro a fuoco, per la costruzione di armi, ma solo dal XV secolo iniziò l'attività vera e propria organizzata in "fucine". A dimostrazione di ciò una delle più antiche frazioni venne chiamata Fusine e quindi Forno. Le fucine rappresentarono per Odolo la fonte maggiore di sostentamento. Nel 1952 erano presenti sei fucine, mentre oggi ha recentemente cessato l'attività anche l'ultima di queste.
Per rappresentare la testimonianza del tenace e pregevole lavoro della popolazione e delle antiche tecniche di fucinatura e forgiatura è stata completata nell'aprile 2007 un'operazione di recupero dell'antica Fucina 'Leali' (o "Fucina di Pamparane") che è stata trasformata in museo del ferro e nella quale due antichi magli restaurati e resi perfettamente funzionanti sono in grado, a scopo didattico e dimostrativo, di battere vanghe e badili.

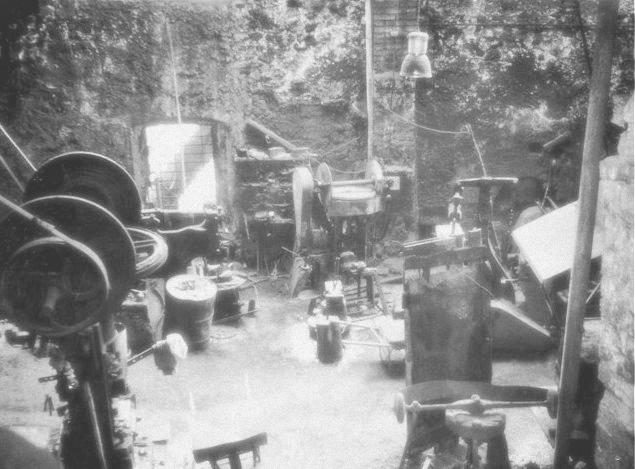
Interno dell'antica "Fucina di Pamparane", prima del restauro e destinazione a Museo

La taglierina, la mola, la forgia e la “tina de l'ora” chiamata nel locale dialetto "Butì" anche meglio conosciuto come "tromba idroeolica", con i magli già citati sono in grado di riprodurre fedelmente le attività lavorative che vi si svolgevano un tempo.
Le antiche fucine risalgono all'età medievale e divennero molto fiorenti in età moderna grazie alla concomitante disponibilità delle risorse allora essenziali allo sviluppo dell'industria del ferro: il combustibile, costituito da carbone di legna, la forza motrice, fornita dal fiume Vrenda, e infine il minerale estratto dai locali giacimenti di ferro in Valle Sabbia e nelle vicine valli bresciane.
Il lavoro delle fucine appartiene appieno alla tradizione della comunità odolese, e ne rappresenta la storia, la laboriosità, le idee, la creatività e l'inventiva. Tutte queste qualità contribuirono a dare un importante impulso sia al paese di Odolo che all'intera Valle Sabbia permettendo il crearsi una realtà sociale fiorente.

Per gli antichi "maestri" delle fucine forgiare non era semplicemente un lavoro, ma rappresentava molto di più. Era un artigianato che si spingeva fino al limite dell'opera artistica, in particolare nella raffinatezza dei lavori di cesello e nei manufatti di abbellimento.
In questo lavoro risultava impiegata anche manodopera infantile (el pütí de la stanga), con il compito di controllare il flusso dell'acqua che dalle cascate scendeva sulle pale del maglio: "Entrare in una fucina per un bambino era come entrare nell'inferno: la fucina appariva come un antro ricoperto di fuliggine grigia e nera (...) Anche gli uomini erano neri e grigi, dal cappello agli zoccoli".
A partire dagli anni cinquanta, le antiche fucine sono state sostituite dalle acciaierie a forno di fusione elettrico, che ancora oggi rappresentano le principali industrie del paese.
Odolo oggi presenta caratteristiche di un ambiente prettamente industriale e solo in minima parte agricolo: acciaierie e ferriere sono le industrie tipiche.

## Società

### Evoluzione demografica
Abitanti censiti

### Etnie e minoranze straniere
Secondo i dati ISTAT al 1º gennaio 2018 la popolazione straniera residente era di 290 persone. Le nazionalità maggiormente rappresentate in base alla loro percentuale sul totale della popolazione residente erano:
- Marocco 139
- Romania 35
- Pakistan 25
- Senegal 17
- Albania 9

## Cultura

### Musei
- Museo del Ferro – Fucina di Pamparane.

## Economia

### Attività industriali
Sul territorio di Odolo sono presenti:
- 94 attività industriali con 1.096 addetti (75,48% della forza lavoro occupata)
- 46 attività di servizio con 103 addetti (3,17% della forza lavoro occupata)
- altre 60 attività di servizio con 177 addetti (7,09% della forza lavoro occupata)
- 16 attività amministrative con 53 addetti (4,13% della forza lavoro occupata).

Risultano perciò occupati complessivamente 1.452 individui, pari al 76,78% del numero complessivo di abitanti del comune.

### Artigianato
Per quanto riguarda l'artigianato sono molto diffuse le attività di lavorazione dei metalli, finalizzate soprattutto alla produzione di coltelli e armi da taglio.

## Amministrazione

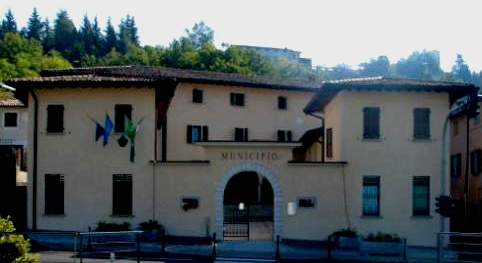
Il municipio di Odolo visto dalla piazza A. Pasini

Di seguito l'elenco dei sindaci di Odolo dal 1945:
| Periodo      | Periodo      | Primo cittadino    | Partito | Carica  | Note |
| ------------ | ------------ | ------------------ | ------- | ------- | ---- |
| maggio 1945  | luglio 1945  | Giorgio Oliva      | CLN     | Sindaco |      |
| luglio 1945  | ottobre 1945 | Giuseppe Cominotti | CLN     | Sindaco |      |
| ottobre 1945 | maggio 1946  | Dante Oliva        |         | Sindaco |      |
| maggio 1946  | ottobre 1946 | Doriddo Recher     |         | Sindaco |      |
| 1946         | 1948         | Carlo Leali        | DC      | Sindaco |      |
| 1948         | 1951         | Vincenzo Molinari  | DC      | Sindaco |      |
| 1951         | 1956         | Nicola Leali       | DC      | Sindaco |      |
| 1956         | 1970         | Alessio Pasini     | DC      | Sindaco |      |
| 1970         | 1975         | Silvano Leali      | DC      | Sindaco |      |
| 1975         | 1977         | Nicola Leali       | DC      | Sindaco |      |
| 1977         | 1985         | Roberto Bonomi     | DC      | Sindaco |      |
| 1985         | 1990         | Cesare Leali       | DC      | Sindaco |      |
| 1990         | 1995         | Roberto Bonomi     | DC      | Sindaco |      |

Di seguito l'elenco dei sindaci eletti direttamente dai cittadini (dal 1995):
| Periodo        | Periodo        | Primo cittadino       | Partito      | Carica      | Note   |
| -------------- | -------------- | --------------------- | ------------ | ----------- | ------ |
| 24 aprile 1995 | 14 giugno 1999 | Tullio Bacca          | lista civica | Sindaco     |        |
| 14 giugno 1999 | 10 aprile 2001 | Adriana Vitali        | lista civica | Sindaco     |        |
| 10 aprile 2001 | 28 maggio 2002 | Giancarlo Di Vincenzo |              | Commissario | [ 30 ] |
| 28 maggio 2002 | 28 maggio 2007 | Adriana Vitali        | lista civica | Sindaco     |        |
| 28 maggio 2007 | 13 giugno 2022 | Fausto Cassetti       | lista civica | Sindaco     |        |
| 13 giugno 2022 | In carica      | Marino Zinelli        | lista civica | Sindaco     |        |

### Gemellaggi
- Gonnosfanadiga, dal 2008[31]